# Kjell Bachman
Kjell Adolf Carlheim Bachman, född den 9 mars 1911 i Kävlinge församling, död den 6 augusti 1989 i Våxtorps församling, var en svensk agronom och godsägare. 
Bachman avlade agronomexamen 1933 vid Alnarps lantbruksinstitut och var ordförande i Hallands läns skogsvårdsstyrelse. Han blev ledamot av Skogs- och Lantbruksakademien 1962. Bachman blev riddare av Vasaorden 1959.